# Puidemoros
Puidemoros (en aragonès, castellà i oficialment Pueyo de Santa Cruz) és un municipi aragonès a la província d'Osca i enquadrat a la comarca del Cinca Mitjà.